# Efecto Ettingshausen
El efecto Ettinghausen es un fenómeno termoeléctrico descubierto en 1886 que afecta a la corriente eléctrica que pasa por un conductor en presencia de un campo magnético. El nombre deriva del físico austríaco Albert von Ettingshausen.
El resultado del fenómeno consiste en la inducción de una diferencia de potencial perpendicular a la dirección del campo magnético y la dirección de la corriente eléctrica. Alternativamente, se induce un campo eléctrico perpendicular al gradiente de temperatura y al campo magnético.
Este efecto se cuantifica con el coeficiente de Ettinghausen |P|, que se define como:
{\displaystyle |P|={\frac {-1/(I_{Y}B_{Z})}{dT/dx}}}
donde {\displaystyle dT/dx} es el gradiente de temperatura resultante de los componentes {\displaystyle I_{Y}} (del flujo eléctrico) y {\displaystyle B_{Z}} (del campo magnético) .
El proceso inverso se conoce con el nombre de efecto Nernst.
En la mayoría de los metales como el cobre, la plata y el oro, P es del orden de 10−16 m·K/(T·A) y, por lo tanto, es difícil de observar en campos magnéticos comunes. En el bismuto, el coeficiente de Ettingshausen es varios órdenes de magnitud mayor debido a su mala conductividad térmica, (7.5±0.3)×10−4 m·K/(T·A).